# Critérium National de la Route 1973
Il Critérium National de la Route 1973, quarantaduesima edizione della corsa, si svolse il 25 marzo su un percorso di 222 km, con partenza e arrivo a Vimoutiers. Fu vinto dal francese Jean-Pierre Danguillaume della Peugeot-BP-Michelin davanti ai suoi connazionali Alain Santy e André Mollet.

## Ordine d'arrivo (Top 10)
| Pos. | Corridore                | Squadra                | Tempo    |
| ---- | ------------------------ | ---------------------- | -------- |
| 1    | Jean-Pierre Danguillaume | Peugeot-BP-Michelin    | 5h37'24" |
| 2    | Alain Santy              | Bic                    | s.t.     |
| 3    | André Mollet             | Peugeot-BP-Michelin    | a 4"     |
| 4    | Cyrille Guimard          | Gan-Mercier-Hutchinson | a 11"    |
| 5    | Charly Rouxel            | Peugeot-BP-Michelin    | s.t.     |
| 6    | Jacques Botherel         | Sonolor                | s.t.     |
| 7    | Régis Ovion              | Peugeot-BP-Michelin    | s.t.     |
| 8    | Gérard Besnard           | Sonolor                | s.t.     |
| 9    | Francis Campaner         | Gitane-Frigecreme      | s.t.     |
| 10   | Jean-Claude Genty        | Bic                    | s.t.     |